# Лысое (Ахтырский район)
Лысое (укр. Лисе) — село, 
Олешнянский сельский совет,
Ахтырский район,
Сумская область,
Украина.
Код КОАТУУ — 5920386304. Население по переписи 2001 года составляет 20 человек .

## Географическое положение
Село Лысое находится на правом берегу реки Олешня,
выше по течению на расстоянии в 1,5 км расположено село Олешня,
ниже по течению примыкает село Новое,
на противоположном берегу — село Садки.
К селу примыкает село Горяйстовка.